# Vicente López y Portaña

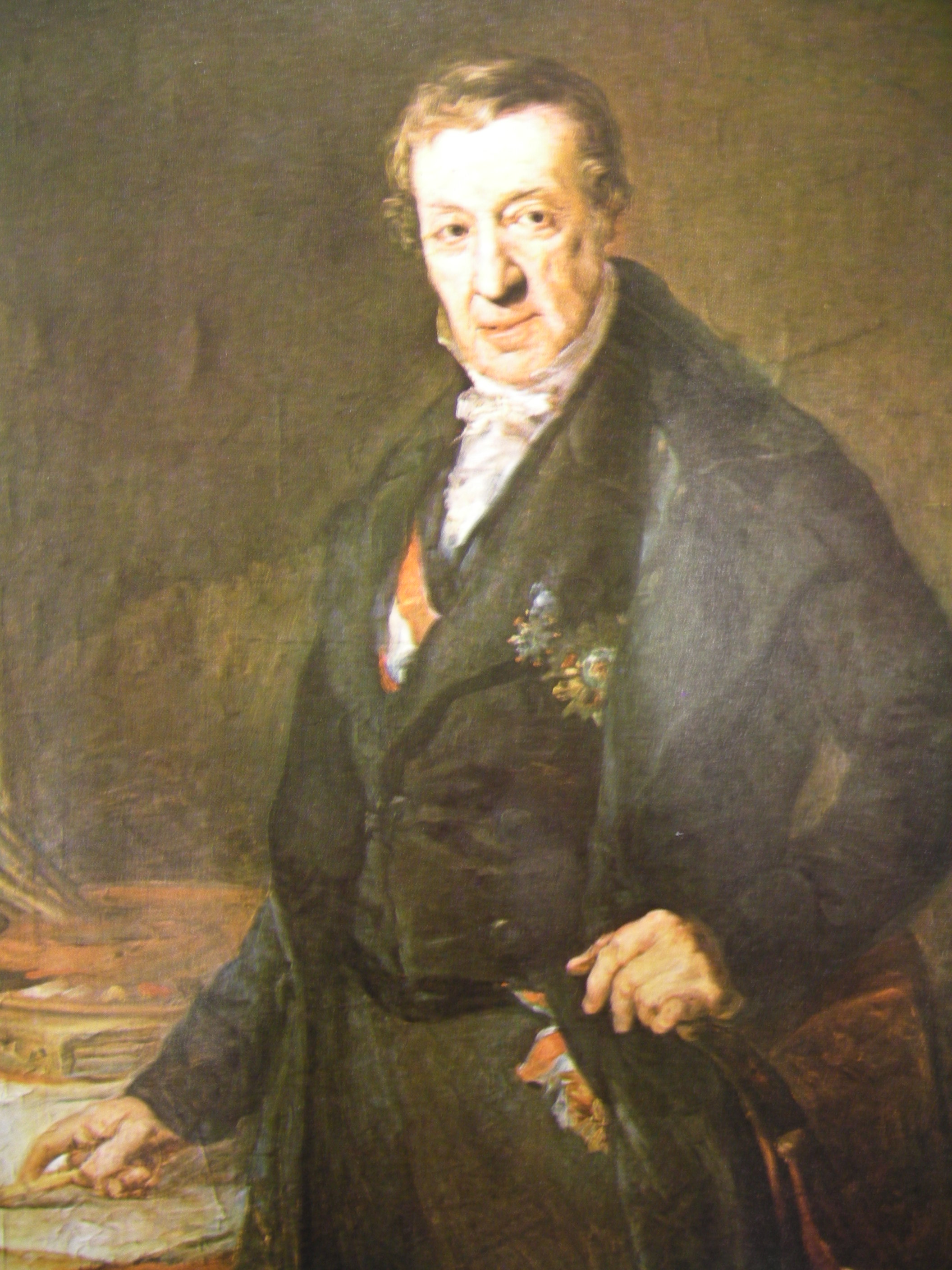
Selbstporträt

Vicente López y Portaña (* 19. September 1772, Valencia; † 22. Juli 1850, Madrid) war ein spanischer Maler. Er galt als einer der besten Porträtmaler seiner Zeit.

## Leben
López y Portaña, Sohn des Dekorationsmalers Cristóbal López Sanchordi und Manuela Portaña Miró, zeigte bereits in jungen Jahren eine Begabung für die Malerei. Er begann seine Ausbildung in seiner Heimatstadt an der Königlichen Akademie der Schönen Künste, ging ab 1789 nach Madrid, wo er mit einem Stipendium an der dortigen Königlichen Akademie der Schönen Künste lernte.
In dieser Zeit wurde der spätbarocke Maler Mariano Salvador Maella zu seinem Mentor, der ihm den Zugang zu den Kunstgalerien am Spanischen Hof verschaffte, wo López y Portaña Werke von italienischen Meistern wie Luca Giordano oder Corrado Giaquinto studieren konnte.
Im Jahr 1792 kehrte er bereits als angesehener Künstler nach Valencia zurück, wurde 1799 zum Vizerektor der Königlichen Akademie in Valencia und übernahm zwei Jahre später deren Leitung. Im Jahr 1802 erhielt er die Gelegenheit, den spanischen König Karl IV. samt Familie zu malen. Das Werk überzeugte Karl IV. so, dass er den Künstler zum Ehrenkammermaler ernannte. Unter Karls Sohn, Ferdinand VII., stieg López y Portaña zu einem gefragten Maler auf. Er löste seinen früheren Mentor Mariano Maella als Hofmaler ab, der am Hofe Ferdinands in Ungnade gefallen war, weil er auch Joseph Bonaparte, von 1808 bis 1813 Herrscher in Spanien, diente.
Im Jahr 1816 wurde López y Portaña zum Direktor der Madrider Königlichen Akademie ernannt, nach der Gründung des Museo Real de Pintura y Escultura wurde er mit der Auswahl und Restaurierung der Bilder für die Sammlung beauftragt und 1823 zum künstlerischen Leiter des Museums ernannt.
Unter Isabella II., Ferdinands Nachfolgerin auf den spanischen Thron, änderte sich der künstlerische Geschmack am Hof, Künstler wie José de Madrazo y Agudo und sein Sohn Federico de Madrazo y Kuntz erhielten Vorzug vor López y Portañas. Deutlich wurde dies u. a. durch seine Ablösung als künstlerischer Leiter des Gemäldemuseums im Jahr 1836 zunächst durch ein Vorstandskollegium und ab 1838 durch José de Madrazo, der zum alleinigen Direktor aufstieg.
Bis ins hohe Alter malte López y Portaña Porträts und fertigte Zeichnungen an. Künstlerisch hatte er mit der Epoche der Romantik Schritt gehalten und deren Formen- und Bildsprache in seine Werke einfließen lassen. Als eine Art künstlerisches Testament kann das Gemälde „Der ungläubige Thomas“ aus dem Jahr 1849 angesehen werden, das er mit dem Zusatz „im Alter von 77 Jahren“ signierte.

## Werke

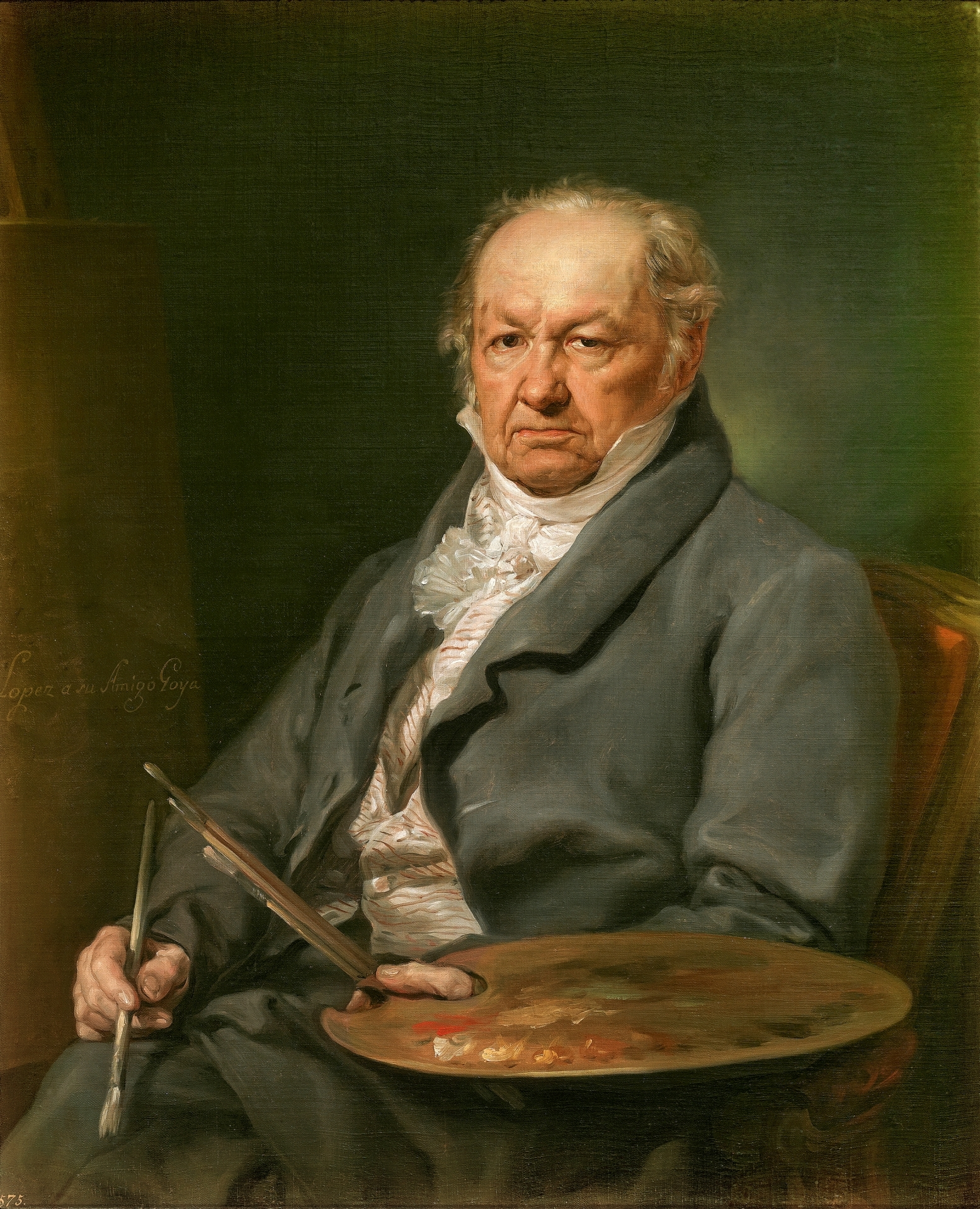
Portrait von Francisco de Goya (1826)
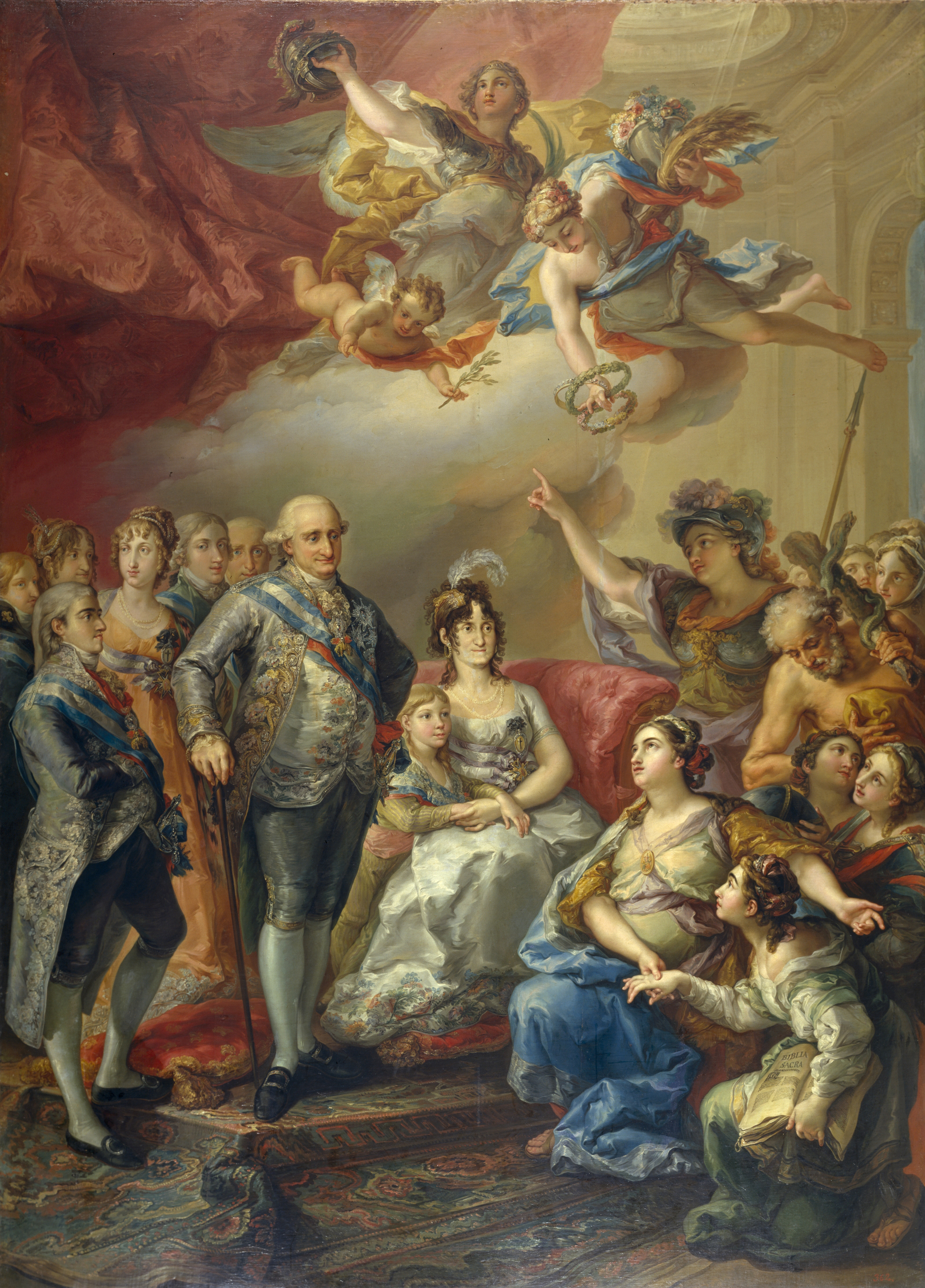
Karl IV. mit seiner Familie (1802)
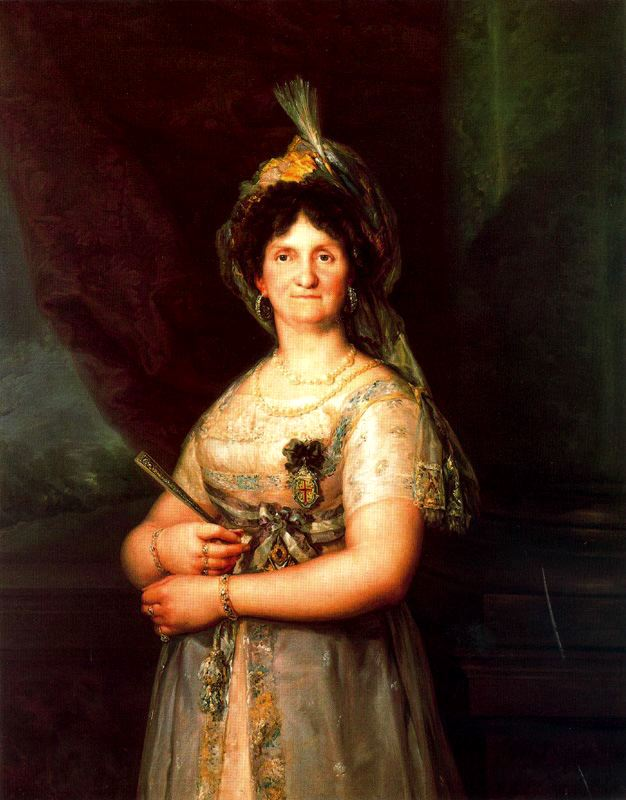
Maria Luise von Bourbon-Parma
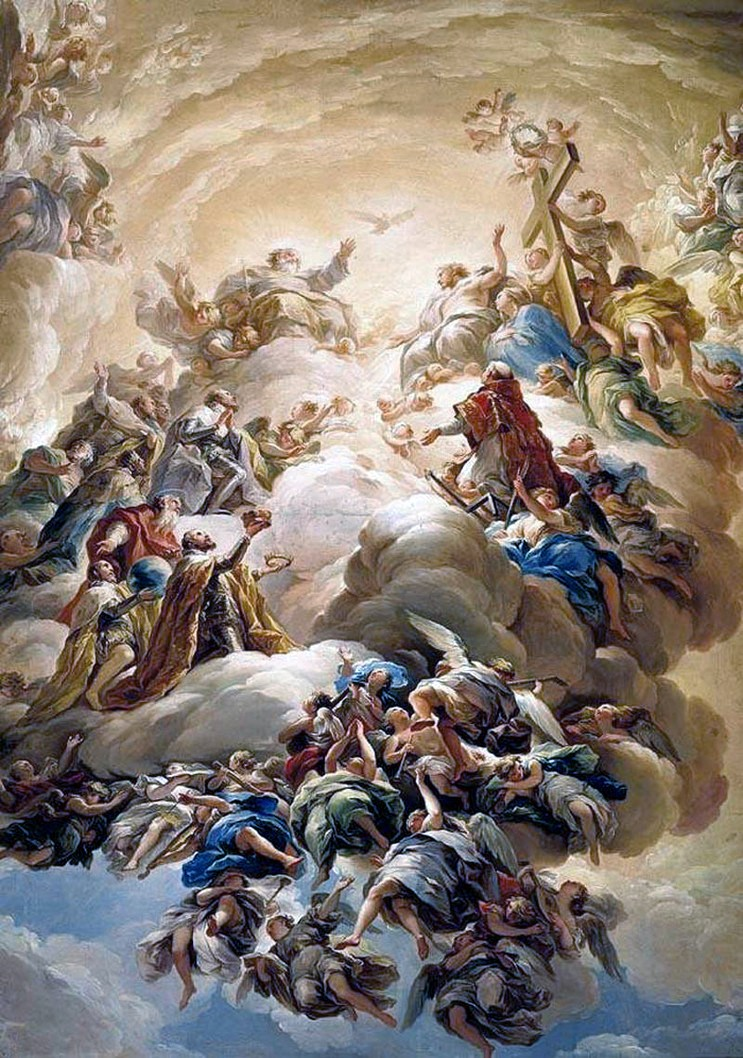
Anbetung der Trinität (1791–1792)
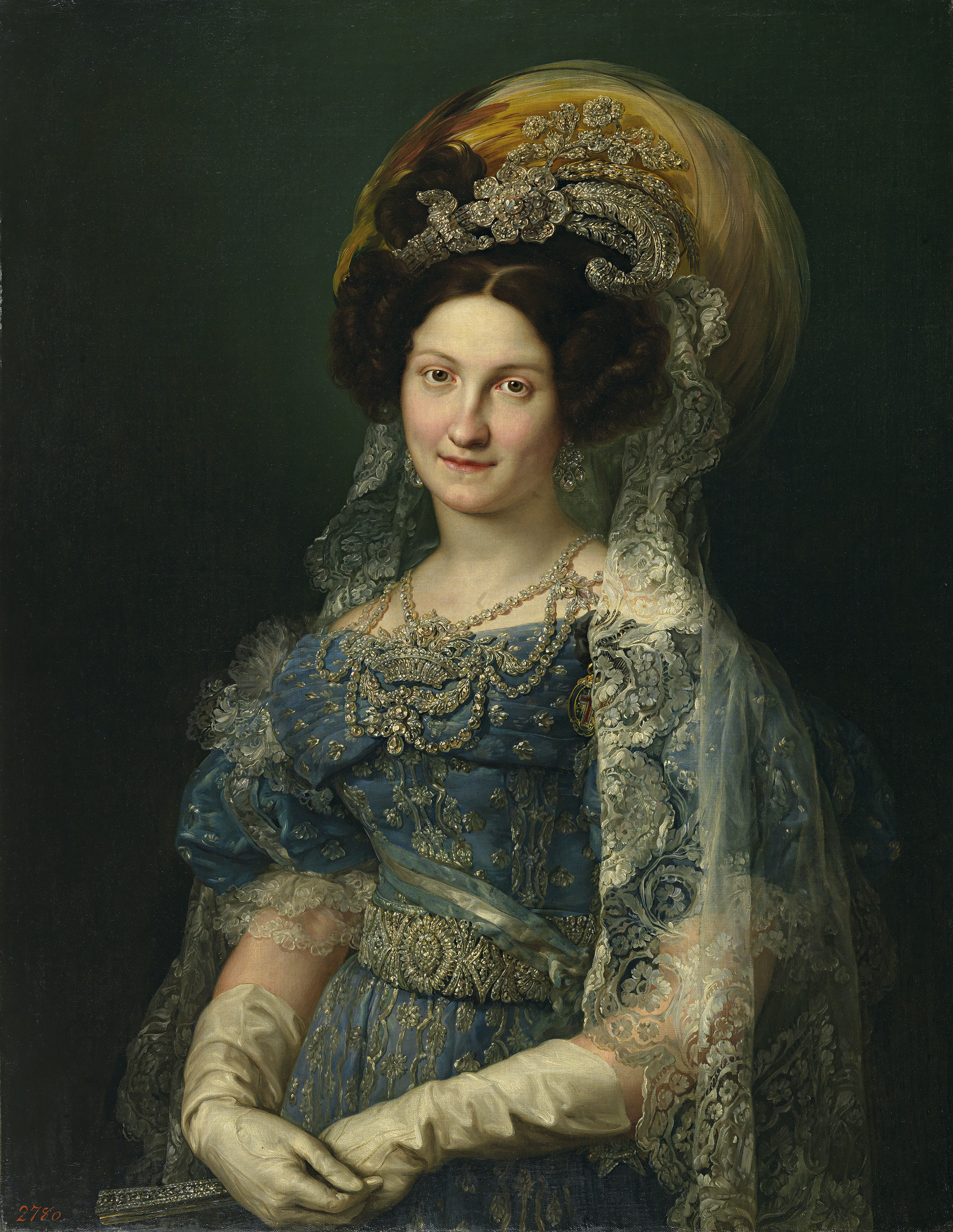
Porträt der Königin Maria Christina von Bourbon-Sizilien
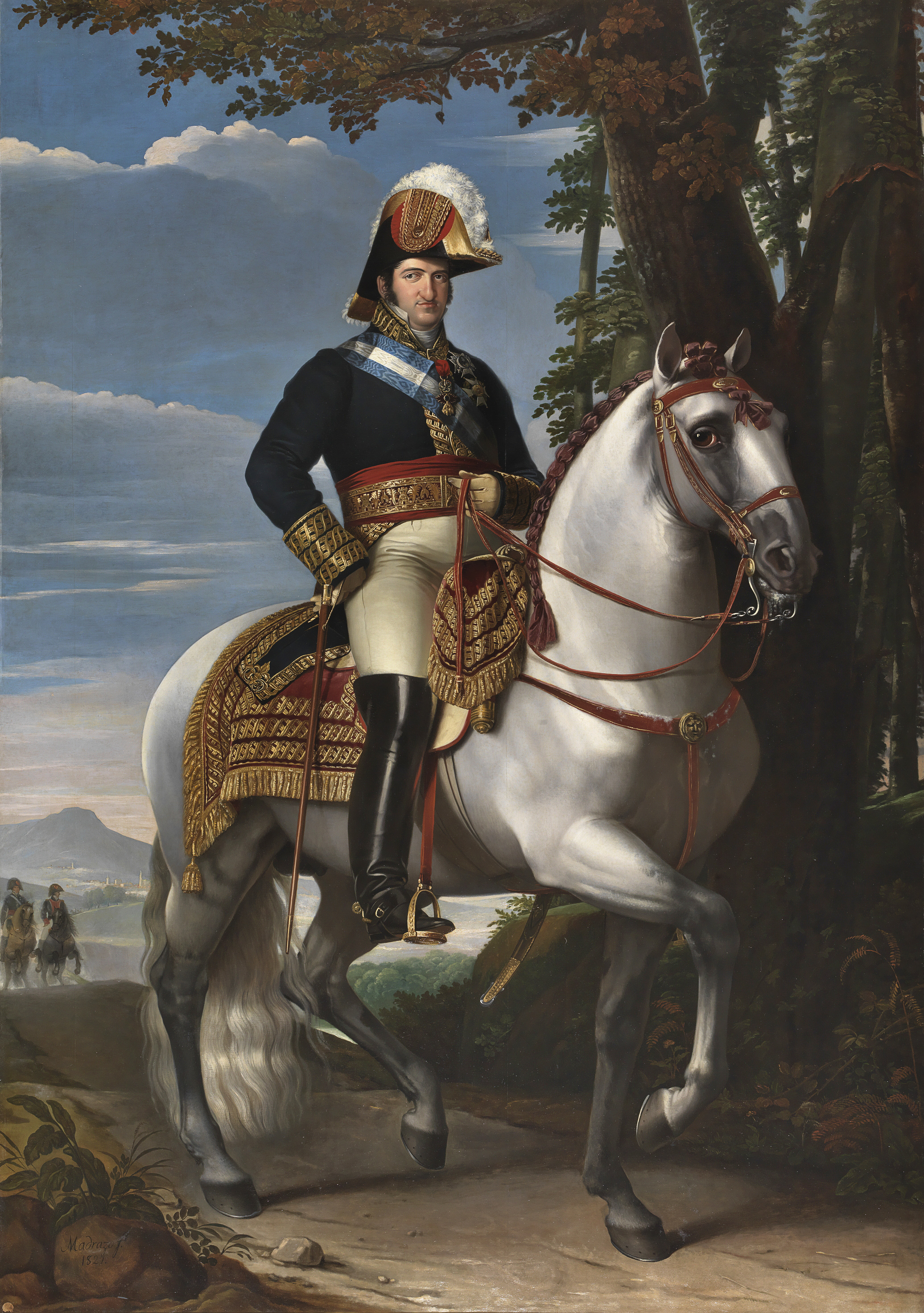
Porträt von König Ferdinand VII.
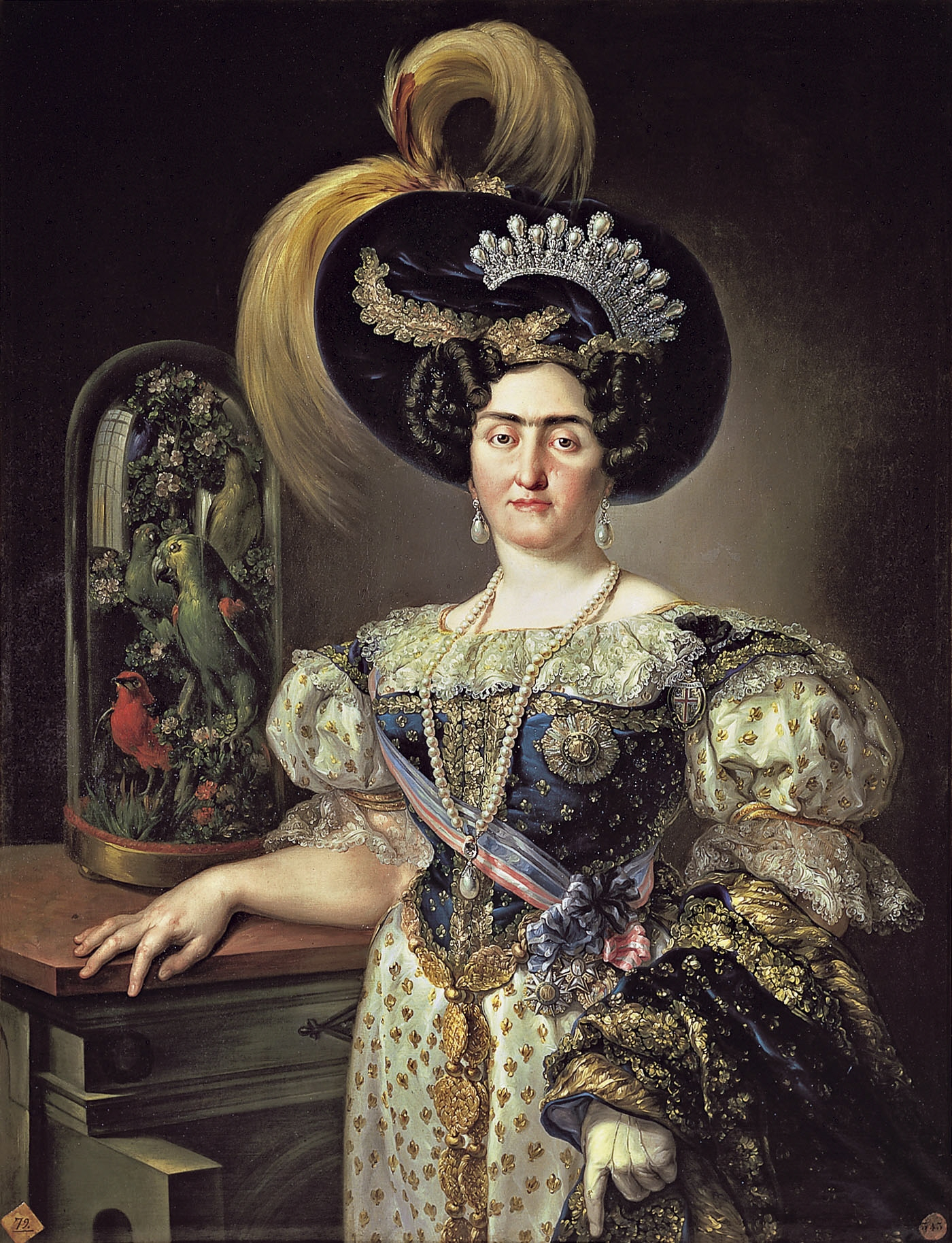
Infantin Maria Francisca von Portugal
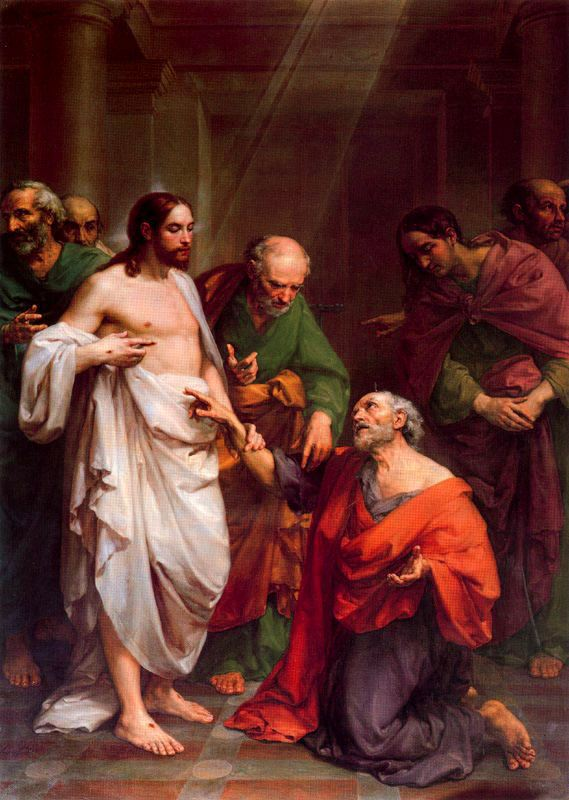
Der Ungläubige Thomas (1849)